# シチョウゲ
シチョウゲ Leptodermis pulchella Yatabe は、アカネ科の低木。よく庭に栽培されるハクチョウゲに似て、花は紫。きわめて限られた地域で川沿いの岩の上に生える。

## 特徴
落葉性の低木。高さは20-70cmになり、多くの細い枝を出す。若枝には短い毛が多く、枝には節があり、葉の落ちた後は托葉の跡がこぶのような形で残る。托葉は長さ2mmほど、広三角形で先端は鋭く尖る。葉は対生し、狭長楕円形から狭披針形で先端も基部も尖った形をしており、長さ15-35mm、幅3-8mm、表面は無毛、裏面は脈の上に短い毛がある。葉柄は長さ1-3mm。
花期は7-8月。枝の先端か短枝の先に1個、あるいは10数個までが密集して生じる。花柄は短く、小花柄はごく短いかほとんど無い。花の基部に苞葉が2枚あり、互いに癒合して萼を包んでおり、長さ2mmで、先端は2裂している。萼は筒状で先端が5つの裂片に分かれ、それぞれ広三角形で先端が尖る。花冠は紅紫色、漏斗状で先端は5裂して開く。筒部の長さは15-20mm、裂片は広卵形で長さ3mm、先端はやや尖る。花冠の筒の内側には柔らかな毛が密生する。雄蕊は5個、短い柄があり、花筒の内側の上の方に付く。柱頭の先端は5裂する。蒴果は長さ5mm、長楕円形で先端に萼の裂片が残る。種子は長楕円形で長さ3mm。
和名は紫丁花で、これは花の形がチョウジ（丁字）に似ていて花色が紫であることに依ると牧野はしている。ただし福岡はチョウジに似ているので名付けられたのは白い花を付けるハクチョウゲであり、本種はこの種との対比でこの名を得た、としている。別名にイワハギがあり、これは紫の花をハギに見立て、岩の上に生えることから。

## 分布と生育環境
日本固有種で、その分布はきわめて限定されており、本州では紀伊半島南部、それに四国の高知県のみに分布する。
紀伊半島南部といっても、これは和歌山県、奈良県、三重県に跨ってはいるが、その分布域は更に狭い。和歌山県における分布は旧古座川町、本宮町、那智勝浦町、北山村、新宮市に限られる。岸壁や川岸の岩の上に生える。また、道路沿いの岸壁にもよく出現する。なお、この地域には本種同様に他地域には見られない固有種がいくつかあり、たとえばホソバノギク・ドロニガナ（キク科）・ミギワトダシバ（イネ科）・カワゼンゴ（セリ科）などが挙げられる。

花
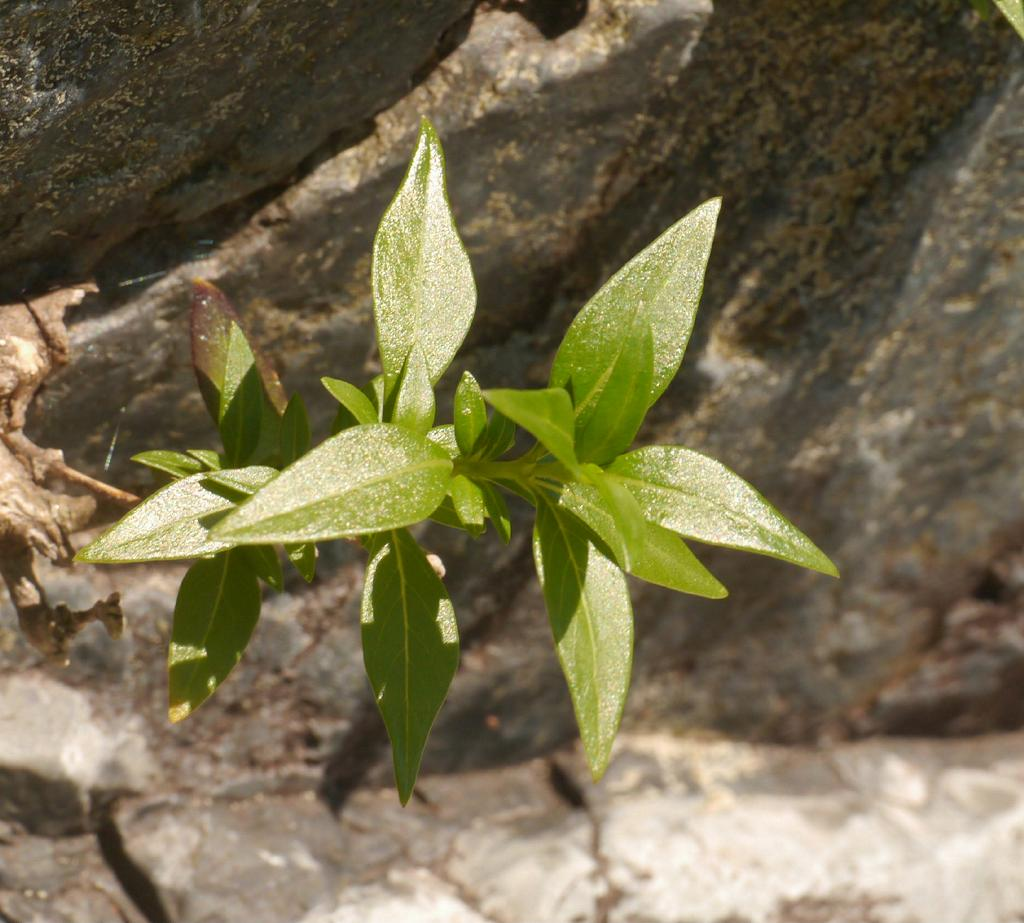
枝と葉
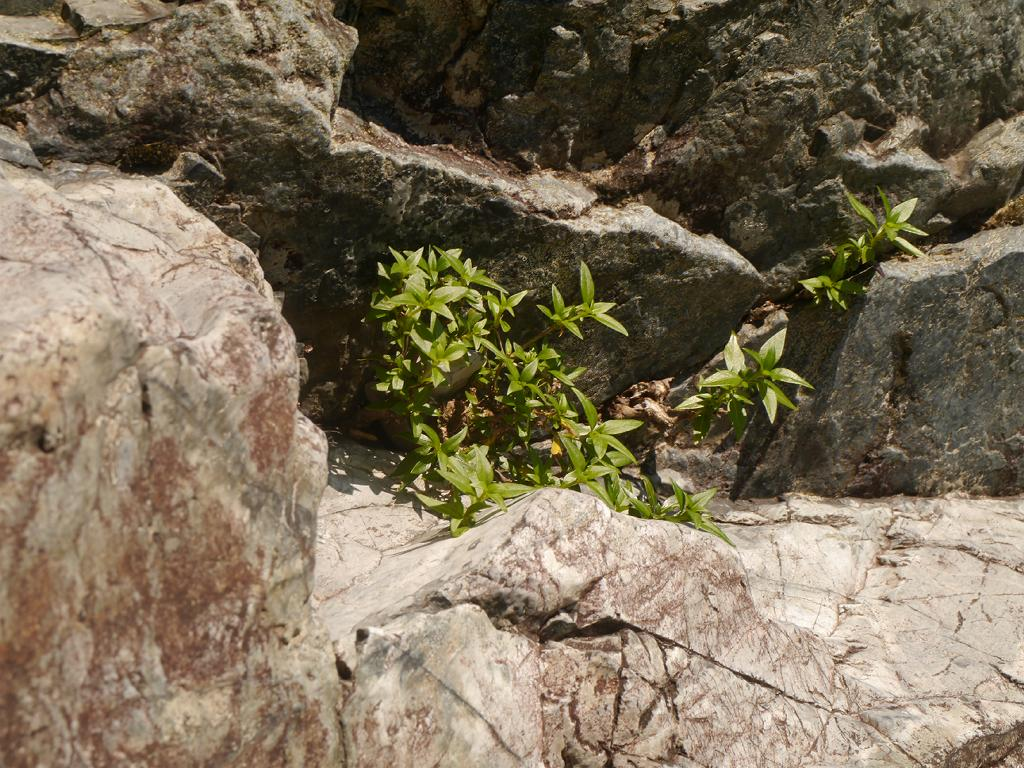
岩の上に生えている様子
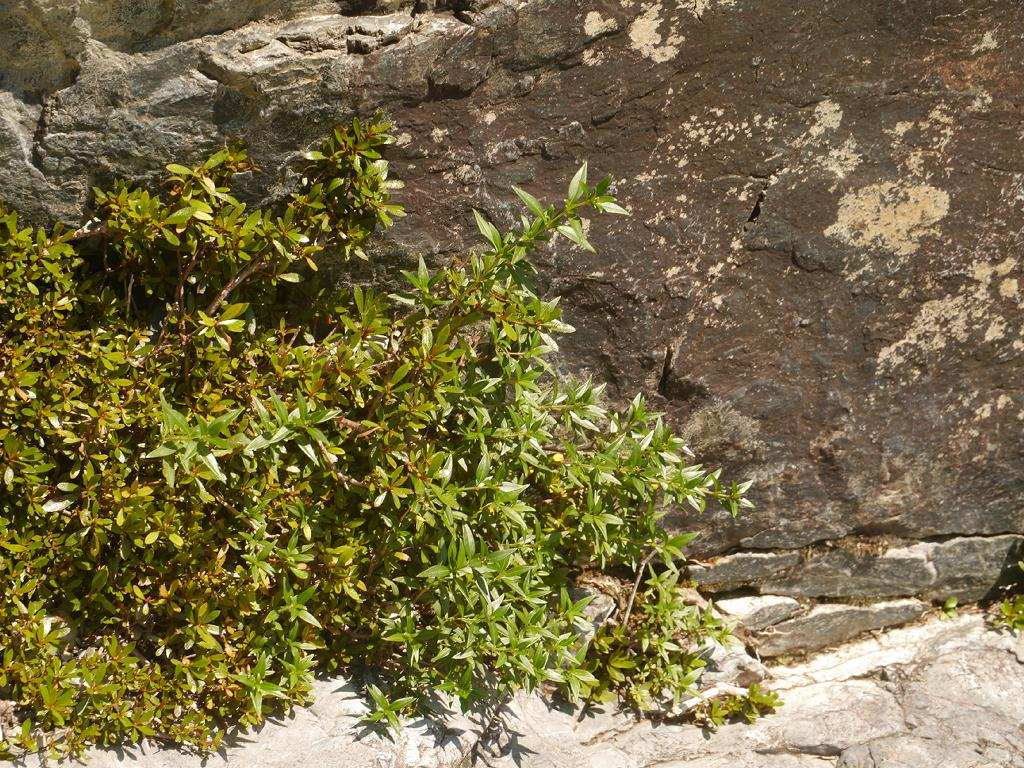
サツキと一緒に生えている

## 類似種など
シチョウゲ属には東アジアからヒマラヤにかけて30種ほどがある。日本には本種のみが知られる。
本種に似たものとしては、別属ではあるがハクチョウゲ Serissa japonica がある。これは中国を原産とするが、古くより日本でよく栽培され、生け垣にもよく用いられ、一部では野生化してみられる。本種とは葉が楕円形で、花が白い点ではっきり見分けが付く。分類学上はこの種では雌蕊の先端が2裂すること、また苞葉が萼を包む筒を形成しないことなどの点で別属とされる。

## 利用
観賞用の盆栽や庭木として用いられたことがある。

## 保護の状態
環境省のレッドリストでは絶滅危惧に指定され、和歌山、高知で準絶滅、三重で絶滅危惧II類指定である。分布域はきわめて狭いものの、生育状況、個体数は比較的安定との判断と思われる。和歌山県では道路拡張などの影響を重視している。